# Southernplayalisticadillacmuzik
Southernplayalisticadillacmuzik ist das Debütalbum des Rapduos OutKast. Er wird auf „RapReviews.com“ folgendermaßen beschrieben:

„„Southern“ for their roots in Atlanta, „playalistic“ for a rap style that embodied the vibrant flair of 70’s soul, and „cadillac“ for the perfect car to cruise in while listening to their „muzik“ (…)“

Das Album wurde 1994 veröffentlicht und unterscheidet sich maßgeblich von den späteren Werken OutKasts durch einen stärkeren Einfluss des damals dominanten Gangsta-Rap, vor allem in den Texten Big Bois und Dres. Musikalisch setzte man dagegen bereits auf Live-Instrumentierung.

## Erfolg
Das Album stieg auf Platz 20 der US Billboard Charts ein. Drei Singles (Player’s Ball, Git Up, Git Out und der Titelsong) wurden ausgekoppelt, von denen Player’s Ball, der erste OutKast-Song überhaupt, mit Platz 37 den größten Erfolg erzielen konnte. Als Video-Regisseur konnte der damals aufstrebende Puff Daddy gewonnen werden. 1995 gewannen OutKast mit dem Album einen Source Award, bei dessen Verleihung in New York sie vom Publikum aufgrund ihrer Südstaaten-Herkunft allerdings ausgebuht wurden.
Weitaus größer als der kommerzielle war jedoch der ideelle Erfolg von OutKast, da sie mit Southernplayalisticadillacmuzik maßgeblich den damaligen Hip-Hop beeinflussten, der sich bis dahin hauptsächlich zwischen West- und Eastcoast abspielte und sehr Synthesizer- bzw. Sample-lastig war. Sie waren zudem die ersten erfolgreichen Rapper aus Atlanta, einer heutigen Hochburg des Hip-Hops.

## Titelliste
Alle Songs produziert von Organized Noize
1. Peaches (Intro)
2. Myintrotoletuknow
3. Ain’t No Thang
4. Welcome to Atlanta (Interlude)
5. Southernplayalisticadillacmuzik
6. Call of Da Wild feat. T-Mo, Khujo und CeeLo Green von The Goody Mob
7. Player’s Ball (Original) feat. Sleepy Brown
8. Claimin’ True
9. Club Donkey Ass (Interlude)
10. Funky Ride feat. Society of Soul
11. Flim Flam (Interlude)
12. Git Up, Git Out feat. Big Gipp und CeeLo Green von The Goody Mob
13. True Dat (Interlude)
14. Crumblin’ Erb feat. Sleepy Brown
15. Hootie Hoo
16. D.E.E.P.
17. Player’s Ball (Reprise) feat. Sleepy Brown